# Osmia
Osmia ist eine Gattung von Bienen aus der Familie der Megachilidae, sie werden auf Deutsch meist Mauerbienen, manche Arten werden Schneckenhausbienen genannt. Die Gattung ist holarktisch verbreitet, besonders artenreich ist sie im Mittelmeergebiet.
Insgesamt sind 347 Arten beschrieben, die meisten (206 Arten) in der Palaearktis. Einzelne Arten kommen in der Orientalis und Neotropis vor. Von manchen Autoren werden die Löcherbienen (Heriades) und Scherenbienen (Chelostoma) als Untergattung zu Osmia gezählt.

## Merkmale
Osmia-Bienen sind etwa 6 bis 16 Millimeter groß und haben einen gedrungenen Körperbau. Sie sind manchmal sehr stark behaart, manchmal aber nur wenig. Der Hinterleib ist oft fast kahl und trägt helle Haarbinden. Die Weibchen haben eine auffällige Bauchbürste (Behaarung der Bauchseite), die rot, schwarz oder weiß gefärbt sein kann. Diese Bauchbürste dient zum Pollentransport (sog. „Bauchsammler“). Männchen tragen am Bauch und am Hinterleibsende arttypische Fortsätze.

## Lebensweise
Osmia sind solitär lebende, nestbauende Bienen. Die meisten Arten haben nur eine Generation im Jahr. Manche Arten fliegen schon zeitig im Frühjahr (z. B. Osmia cornuta, Osmia bicolor), andere später, wieder andere erst im Hochsommer (z. B. Osmia spinulosa). Die Männchen schlüpfen bereits ein bis zwei Wochen vor den Weibchen (Proteranderie).

### Nistweise
Die Nistweise der Mauerbienen ist sehr unterschiedlich, oft werden Nester mit mineralischem Mörtel oder Pflanzenmörtel (zerkaute Blattstücke) hergestellt.  Nach Westrich (S. 162) kann man folgende Nistweisen einteilen (ohne Arten, die zu Heriades gezählt werden):
- In vorhandenen Hohlräumen: Osmia bicornis, Osmia brevicornis, Osmia cornuta, Osmia niveata, Osmia gallarum, Osmia leaiana, Osmia tuberculata.
- In leeren Schneckenhäusern: Osmia andrenoides, Osmia aurulenta, Osmia bicolor, Osmia rufohirta, Osmia spinulosa, Osmia viridana. Diese Arten werden teilweise auch „Schneckenhausbienen“ genannt.[1]
- In Totholz in selbstgegrabenen Hohlräumen: Osmia pilicornis.
- In sandigem Boden selbst gegraben: Osmia maritima.

Die Mauerbienen tragen Pollen, dem auch Nektar beigefügt sein kann, in ihre Brutzellen ein. Wenn genügend Pollenvorräte für eine Larve gesammelt ist, wird ein Ei in die Zelle gelegt und diese verschlossen. In der Regel werden mehrere Zellen hintereinander gebaut. In die letzten Zellen werden unbefruchtete Eier gelegt, aus denen sich dann Männchen entwickeln. Die einzelnen Zellen sind normalerweise durch Zwischenwände voneinander getrennt; lediglich bei der Schöterich-Mauerbiene (Osmia brevicornis) entwickeln sich die acht bis 23 Larven gemeinsam in einer großen Zelle ohne Trennwände mit großem Pollenvorrat. Bei manchen Arten überwintert die Larve, bei manchen die fertige Biene („Imago“).

### Lebensraum
Manche Arten sind vor allem in Waldgebieten zu finden (z. B. Osmia pilicornis), andere an südexponierten Steinhalden und Trockenrasen (z. B. Osmia andrenoides). Osmia bicornis kommt in sehr verschiedenen Lebensräumen vor (Waldränder, Lichtungen, Feldhecken, aber auch in Ortschaften). Osmia alticola kommt in den Alpen auf Almwiesen und Matten vor. Osmia cornuta ist vor allem in Siedlungsgebieten häufig und kommt teils sogar im Zentrum von Großstädten vor. In der Regel werden keine hohen Populationsdichten erreicht. Manche Arten können sehr gut durch künstliche Nisthilfen gefördert werden (z. B. Osmia bicornis durch Niströhren).

### Pollenquellen
Manche Arten von Osmia sammeln Pollen verschiedener Pflanzenfamilien (polylektisch), zum Beispiel Osmia bicornis und Osmia bicolor. Andere Arten sind auf Pollen von einzelnen Familien oder Gattungen spezialisiert (oligolektisch). Osmia cerinthidis sammelt an Wachsblumen (Cerinthe); Osmia adunca und Osmia anthocopoides sammeln Pollen von Natterkopf (Echium); Osmia mitis sammelt an Glockenblumen (Campanula); Osmia leaiana, Osmia niveata, Osmia spinulosa und Osmia villosa sammeln Pollen von Korbblütlern.

### Pseudokopulation
Bei einigen Osmia Arten (Osmia tarentina, Osmia mustelina, Osmia kohli, Osmia rufa) im Mittelmeergebiet bestäuben die Männchen Orchideenblüten (Ophrys), von denen sie angelockt werden, indem sie Weibchen imitieren. Die Männchen führen eine sogenannte „Pseudokopulation“ durch, bei der sie die Pollen übertragen bekommen und zur nächsten Blüte bringen, die auch ein Weibchen imitiert.

## Systematik
Die Gattung Osmia gehört zur Tribus Osmiini mit über 1000 Arten und derzeit 15 Gattungen, von denen viele jedoch nicht in Mitteleuropa vorkommen.
Andere Gattungen dieser Tribus in der einheimischen Fauna sind: Chelostoma, Heriades und Hoplitis (letztere wird von Westrich allerdings noch zu Osmia gezählt). Nach Müller sind aktuell folgende Untergattungen von Osmia in der Palaearktis vertreten (Anzahl der beschriebenen Arten in Klammern): Allosmia (9), Erythrosmia (4), Helicosmia (68), Hemiosmia (7), Hoplosmia (21), Melanosmia (19), Metallinella (1), Nasutosmia (2), Neosmia (8), Osmia s. str. (27), Pyrosmia (30), Tergosmia (7).
Hoplosmia wurde früher von manchen Autoren als eigene Gattung angesehen.

## Einheimische Arten
(nach , nicht vollständig)
- Osmia adunca – Glänzende Natternkopf-Mauerbiene
- Osmia alticola
- Osmia andrenoides
- Osmia aurulenta – Goldene Schneckenhaus-Mauerbiene
- Osmia bicolor – Zweifarbige Schneckenhausbiene
- Osmia bicornis (Syn. Osmia rufa) – Rote Mauerbiene (Rostrote Mauerbiene)
- Osmia brevicornis, Schöterich-Mauerbiene
- Osmia caerulescens – Stahlblaue Mauerbiene
- Osmia cerinthidis
- Osmia cornuta – Gehörnte Mauerbiene
- Osmia gallarum
- Osmia inermis
- Osmia labialis
- Osmia laticeps
- Osmia leaiana – Distel-Mauerbiene
- Osmia leucomelana – Schwarzspornige Stängel-Mauerbiene
- Osmia maritima
- Osmia melanogaster
- Osmia mustelina
- Osmia nigriventris
- Osmia niveata
- Osmia parietina
- Osmia pilicornis
- Osmia rufohirta
- Osmia spinulosa – Bedornte Mauerbiene
- Osmia steinmanni (nur in CH)
- Osmia submicans
- Osmia tergestensis
- Osmia uncinata
- Osmia versicolor
- Osmia viridana
- Osmia xanthomelana